# Geomagnetik
Unter Geomagnetik, mehrdeutig auch nur Magnetik, werden verschiedene passive Verfahren der Geophysik zusammengefasst, die sich mit dem natürlichen Erdmagnetfeld und der Erforschung magnetischer Anomalien zum Zwecke der Prospektion beschäftigen. Aktive Induktionsverfahren, also Methoden die ihre eigenen elektromagnetischen Felder erzeugen, werden für gewöhnlich nicht zur Geomagnetik gezählt, sondern als elektromagnetische Verfahren bezeichnet.
Die Geomagnetik zählt – ähnlich wie die Gravimetrie – zu den Potentialverfahren und lässt sich wie diese universell und kostengünstig einsetzen. Für viele Anwendungen kann sie sogar von Flugzeugen aus erfolgen (Aeromagnetik). Die Interpretation (Deutung der Messungen) kann aber wie bei anderen physikalischen Feldern mehrdeutig sein (siehe Inversion).
Im wissenschaftlichen Dachverband der IUGG (Union für Geodäsie und Geophysik) ist die Magnetik durch die Gesellschaft IAGA (International Association of Geomagnetism and Aeronomy) vertreten.

## Erdmagnetfeld: Induktion und Normalfeld
Das irdische Magnetfeld induziert in allen Stoffen magnetische Eigenschaften (induzierte Magnetisierung). Der Einfluss kann aber um viele Größenordnungen differieren, weil die magnetische Suszeptibilität stark vom Stoff abhängt (verschiedenste Gesteine, Erze, Metalle oder Keramik in einer Deponie usw.). Durch die Induktion im Erdmagnetfeld werden diese Körper selbst zu Magneten. Ihr Magnetfeld überlagert sich dem der Erde als Störfeld, das „Anomalien“ im Normalfeld erzeugt.
Vor der Interpretation solcher Anomalien muss man von den gemessenen Feldstärken noch das sogenannte Normalfeld abziehen. Es kann genähert als Dipolfeld betrachtet werden, wobei der fiktive Dipol nicht genau im Erdmittelpunkt liegt, sondern etwa 400 km exzentrisch (in Richtung Neuguinea) und seine Achse knapp 12° gegen die Erdachse geneigt ist. Etwa 10 % des Normalfeldes entfallen auf atmosphärische Induktion, die mit der Sonnenaktivität (Sonnenwind) variieren kann.

## Einsatzgebiete der Geomagnetik

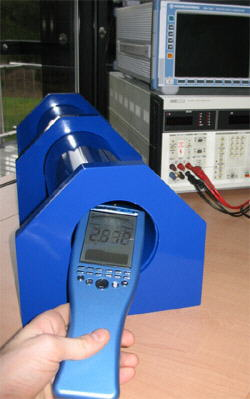
Kalibrierung eines Gaußmeters mit Hilfe einer Null-Gauß-Kammer aus Magnoshield-Mu-Metall

Geeignete Messgeräte können geophysikalische Anomalien finden, die zum Teil weniger als 1 Promille des erdmagnetischen Hauptfeldes ausmachen. Zur Auswertung der Messungen werden Verfahren der Modellierung eingesetzt, die Aussagen über die Position, die Tiefe, die Form und die Zusammensetzung der Störkörper zulassen. 

Diese Rückschlüsse auf die Magnetisierungs- bzw. Masseverteilung sind allerdings oft mehrdeutig – siehe Umkehrproblem der Potentialtheorie.
Die Geomagnetik wird unter anderem eingesetzt:
- im Rahmen der allgemeinen Geophysik zum Verständnis des Aufbaus des ganzen Erdkörpers, vor allem des äußeren Erdkerns,
- als Hilfsmittel geologischer Kartierung. So sind Ton-Gesteine meist stärker magnetisch als Sandsteine, oder basische Gesteine in der Regel stärker magnetisch als saure Gesteine
- in der angewandten Geophysik zur Prospektion (Erkundung) von Lagerstätten, indem lokale magnetische Anomalien analysiert werden
- in der Umweltgeophysik (Untersuchung von Altlasten im Untergrund; Ortung von Fässern, Tanks, eisenhaltiger Leitungen, unterirdischer Bauten),
- in der Kampfmittelräumung (Lokation von eisenhaltigen Kampfstoffen, wie Sprengkörpern oder Munition)[1][4]
- in der Archäologie zur Kartierung historischer und prähistorischer Siedlungen und zur Planung von Ausgrabungen.

## Messinstrumente
Gemessen wird mit Magnetometern. Frühere mechanische Magnetometer (Magnetische Feldwaagen, Torsionsmagnetometer) wurden von Systemen abgelöst, die elektronisch oder atomar arbeiten (Saturationskern-, Fluxgate-M.; Förster-Sonden; Protonen-M., Cäsium-M.).
Die Messsysteme der Gradiometer messen mit zwei Sonden in Abständen unter 1 m, um z. B. feine vertikale Änderungen des Erdmagnetfeldes zu erfassen. Magnetische Signaturen wie auch zeitliche Schwankungen können interessant sein.
Mit Hilfe einer sogenannten Null-Gauß-Kammer kann ein fast feldfreier Raum erzeugt werden. Sie dient z. B. zur Kalibrierung von Messgeräten und Sensoren bei nahezu erdmagnetfeldfreien Verhältnissen. Als Material wird hierbei eine schlussgeglühte Mu-Metall-Schirmung eingesetzt. So werden u. a. reproduzierbare Messergebnisse an jedem Ort ermöglicht. Umgekehrt können feldfreie Räume oder bestimmte Varianten des Magnetfeldes auch aktiv durch die Wirkung von elektromagnetischen Spulen erzeugt und eingestellt werden. Ein Beispiel dafür findet sich am österreichischen Conrad-Obseratorium auf dem auch Kalibrierarbeiten für magnetische Sensoren durchgeführt werden.